# Едвард Гивенс
Едвард Гејлен "Ед" Гивенс млађи (енгл. Edward Galen "Ed" Givens Jr.; Квона, 5. јануар 1930 — Хјустон, 6. јун 1967) био је амерички пилот, инжењер поморских наука и астронаут. Изабран је за астронаута 1966. године. 

## Биографија
Пре него што је изабран за астронаута, летео је као борбени пилот у Америчком ратном ваздухопловству, којем је приступио по завршетку Академије 1952. Гивенс је био борбени пилот, који је летео махом на F-86 Сејбровима и T-33 Шутинг старовима. Касније завршава курс за пробног пилота при елитној школи Ратног ваздухопловства САД у ваздухопловној бази Едвардс, Калифорнија. У том својству је изабран за астронаута НАСА 1966, као најстарији у својој селекцији, док је седам година раније био финалиста Меркјури Седам.
Током каријере је забележио више од 3.500 часова лета, од чега преко 2.800 на млазњацима.
Гивенса су у породици звали Млади Гејлен Гивенс. По завршетку средње школе 1946. године, похађао је Тексашки А&М Универзитет (један семестар) и Универзитет Оклахоме (три семестра), пре пријема на Морнаричку академију САД у Анаполису, на којој је дипломирао поморске науке 1952. Са само 16 година је стекао цивилну пилотску дозволу, тако да је са значајним искуством стигао у свет професионалног ваздухопловства. Да би платио часове летења радио је у бакалници и прао аутомобиле.
Гивенс је погинуо 6. јуна 1967. године, у аутомобилској незгоди, док се враћао са састанка једног удружења летача. Преминуо је на путу до болнице. У тренутку смрти био је члан помоћне посаде мисије Аполо 7. Његово име се нашло на плакети Пали астронаут коју су астронаути Апола 15 оставили на Месечевој површини 1971. године у знак сећања на колеге који су положили своје животе у име освајања космичких пространстава. У младости је био члан Младих извиђача САД и имао је други по реду чин, Life Scout.
У тренутку смрти имао је 37 година и чин мајора Ратног ваздухопловства САД. Био је ожењен и имао троје деце.

## Галерија
- Ед Гивенс (први ред, чучи лево) са класићима. Чарли Басет чучи трећи слева, Џо Енгл стоји први здесна, а Мајкл Колинс чучи скроз десно. 1962. године
- Ед Гивенс (седи, први слева) са колегама астронаутима из селекције, 1966.
- Име Еда Гивенса (седми одозго) на плакети уз фигурицу Палог астронаута на Месецу